# Adolf Varain
Adolf Varain (* 26. November 1888 in Trier; † 21. August 1967 in Köln) war ein preußischer Offizier, Landrat und Regierungspräsident.

## Leben

### Familie
Adolf Varain kam aus einer katholischen Trierer Fabrikantenfamilie. Er wurde als Sohn des Lederfabrikanten Thomas Varain und Maria geb. Leven geboren. Am 14. September 1918 heiratete er in Köln Aenny geb. Minten, Tochter des Landrats des Landkreises Köln Josef Minten. Sein Neffe war der Bildhauer Ernst Thomas Maria Reimbold.

### Werdegang
Nach dem Abitur am Friedrich-Wilhelm-Gymnasium in Trier 1908 studierte Varain Rechtswissenschaften an der University of Cambridge, der Université de Lausanne und der Rheinischen Friedrich-Wilhelms-Universität Bonn. Seit dem Sommersemester 1909 war er Mitglied der Studentenverbindung Société d’Étudiants Germania Lausanne. 1911 absolvierte er das juristische Referendarexamen und war anschließend als Gerichtsreferendar in Trier und ab 1913 als Regierungsreferendar tätig. 
1912 wurde er zum Wehrdienst eingezogen, den er im Schleswig-Holsteinischen Ulanen-Regiment Nr. 15 der Königlich Preußischen Armee ableistete. Mit Beginn des Ersten Weltkrieges wurde er zunächst zum Vizewachtmeister befördert und dann zum Leutnant der Reserve des Jäger-Regiments zu Pferde Nr. 7. 1915 wurde er bei einer Patrouille verwundet. 1916 wurde er zum Bürgermeister der Kleinstadt Wyszogród im besetzten Masowien ernannt und anschließend als Hilfsarbeiter beim Verwaltungschef im Generalgouvernement Warschau eingesetzt. Ab 1917 war er Stellvertreter des Kreischefs in Turek. 1918 wurde er zum Fußartillerie-Bataillon Nr. 50 abkommandiert. 1920 wurde er mit dem Charakter als Oberleutnant aus dem Militärdienst verabschiedet.
Seit 1919 war er Regierungsassessor und fand ab 1920 Anstellung beim Regierungspräsidium in Trier. Daneben verfasste er seine Dissertationsarbeit und wurde ebenfalls 1920 zum Dr. jur. promoviert. 1922 wurde ihm vertretungsweise die Verwaltung des Landratsamtes in Daun übertragen und noch im selben Jahr wurde er dort zum Landrat des Landkreises Daun ernannt. 1923 wurde er während der Ruhrbesetzung wie viele Beamte vom französischen Militär aus dem besetzten Gebiet ausgewiesen, dann verhaftet und von einem Kriegsgericht zu einem Jahr Gefängnis verurteilt. 
Nach seiner Entlassung wurde er 1924 zum Landrat des Landkreises Verden an der Aller ernannt. Dieses Amt übte er acht Jahre lang aus. Nach der Kreisreform, bei der die Kreise Verden und Achim durch eine Verordnung des preußischen Staatsministeriums zusammengelegt wurden, wurde er am 30. September 1932 in den einstweiligen Ruhestand versetzt.
Anschließend wurde er Regierungsvizepräsident des Regierungsbezirks Münster und ab 1936 kommissarischer Regierungspräsident des Regierungsbezirks Trier. 1938 wurde er als Wartestandsbeamter zum Oberkommando der Wehrmacht versetzt und dort bis Mai 1945 in der Rüstungswirtschaftsabteilung im Wehrwirtschaftsamt eingesetzt, unterbrochen durch Kriegsdienst von 1939 bis 1944.
1949 wurde Varain mit Wirkung vom 1. August 1948 in den Ruhestand versetzt. Varain gehörte keiner Partei an.